# Premier Division de la Liga de Irlanda 2025
La Premier Division de la Liga de Irlanda 2025 (también conocida como SSE Airtricity League por razones de patrocinio) es la 41.ª edición de la máxima competición profesional de fútbol en Irlanda. El torneo comenzó el 14 de febrero de 2025 y finalizara el 1 de noviembre de 2025.
Como parte del primer fin de semana de partidos, se organizó un encuentro especial entre los archirrivales Bohemian y Shamrock Rovers en el Aviva Stadium, el estadio nacional de la República de Irlanda.
El Dundalk fue descendido y reemplazado por el Cork City, que regresó después de una temporada en la SSE Airtricity League.
Un total de 10 equipos participan en la competición, incluyendo 8 equipos de la temporada anterior, 1 proveniente de la SSE Airtricity League 2024 y ganador del playoff.
El Shelbourne es el campeón defensor.

## Formato
La competición consta de un grupo único integrado por diez clubes de toda la geografía irlandesa. Siguiendo un sistema de liga, los diez equipos se enfrentan todos contra todos en cuatro ocasiones, dos en campo propio y otras dos en campo contrario, sumando un total de 36 jornadas. El orden de los encuentros se decide por sorteo antes de empezar la competición y la clasificación final se establece teniendo en cuenta los puntos obtenidos en cada enfrentamiento, a razón de tres por partido ganado, uno por empate y ninguno en caso de derrota.

### Clasificación para competiciones europeas
El mejor equipo se clasificará para la Liga de Campeones de la UEFA 2026-27. El campeón de la FAI Cup 2025 no clasificado a la Liga de Campeones de la UEFA 2026-27 clasificará a la Liga Europa de la UEFA 2026-27. Los siguientes dos mejores equipos ubicados y no clasificados a la Liga de Campeones de la UEFA 2026-27 y a la Liga Europa de la UEFA 2026-27 clasificarán a la Liga Conferencia de la UEFA 2026-27 y el último descenderá a la SSE Airtricity League 2026.
No obstante, esta distribución se puede ver alterada si alguno de los equipos que han obtenido una plaza en alguna competición europea a través de las competiciones nacionales hubiera obtenido una plaza diferente tras la consecución de algún título europeo en la misma temporada, o hubiera obtenido dos plazas distintas en competiciones nacionales (una a través de la Liga y otra a través de la Copa), provocando así las siguientes dos excepciones:
- Excepción de la Copa de Irlanda: Si un equipo obtiene una plaza para la Liga Europa de la UEFA por ganar la FAI Cup, pero finaliza la temporada en el primer lugar de la SSE Airtricity League, la plaza obtenida en Copa pasa al segundo clasificado, siendo el equipo clasificado en cuarto lugar quien acceda a la plaza de la Liga Conferencia de la UEFA.

## Relevos
Diez equipos compiten en la liga: los 9 mejores equipos de la SSE Airtricity League 2024 y el mejor equipo promovido de la SSE Airtricity League 2024.
El equipo ascendido fue Cork City, que ascendió tras 1 temporada de ausencia. Reemplazara a Dundalk, poniendo fin a su período de 16 años en la máxima categoría.
| Pos. | Descendidos a SSE Airtricity League |
| ---- | ----------------------------------- |
| 10.º | Dundalk                             |

| Pos. | Ascendidos de SSE Airtricity League |
| ---- | ----------------------------------- |
| 1.º  | Cork City                           |

## Información
| Equipo                | Ciudad     | Entrenador       | Capitán         | Estadio                         | Capacidad | Proveedor  |
| --------------------- | ---------- | ---------------- | --------------- | ------------------------------- | --------- | ---------- |
| Bohemian              | Dublín     | Alan Reynolds    | Keith Buckley   | Dalymount Park                  | 4 500     | O'Neills   |
| Cork City             | Cork       | Gerard Nash      | Charlie Lyons   | Turners Cross                   | 7 485     | Rebel Army |
| Derry City            | Derry      | Tiernan Lynch    | Mark Connolly   | Ryan McBride Brandywell Stadium | 6 242     | O'Neills   |
| Drogheda United       | Drogheda   | Kevin Doherty    | Ryan Brennan    | Sullivan and Lambe Park         | 3 500     | Macron     |
| Galway United         | Galway     | John Caulfield   | Greg Cunningham | Eamonn Deacy Park               | 5 000     | O'Neills   |
| Shamrock Rovers       | Tallaght   | Stephen Bradley  | Roberto Lopes   | Tallaght Stadium                | 10 500    | Macron     |
| Shelbourne            | Drumcondra | Joey O'Brien INT | Mark Coyle      | Tolka Park                      | 5 700     | O'Neills   |
| Sligo Rovers          | Sligo      | John Russell     | John Mahon      | The Showgrounds                 | 5 500     | Umbro      |
| St Patrick's Athletic | Inchicore  | Stephen Kenny    | Joe Redmond     | Richmond Park                   | 5 346     | Umbro      |
| Waterford             | Waterford  | John Coleman     | Pádraig Amond   | RSC                             | 5 500     | Puma       |

### Cambios de entrenadores
| Equipo     | Entrenador (Jornadas)           | Fecha de vacante        | Tipo de salida     | Posición en la tabla | Entrenador entrante             | Fecha de nombramiento   |
| ---------- | ------------------------------- | ----------------------- | ------------------ | -------------------- | ------------------------------- | ----------------------- |
| Derry City | Ruaidhrí Higgins                | 15 de noviembre de 2024 | Mutuo acuerdo      | Pretemporada         | Tiernan Lynch                   | 18 de noviembre de 2024 |
| Waterford  | Keith Long (1–10)               | 19 de abril de 2025     | Despedido          | 8.º                  | Matt Lawlor INT                 | 20 de abril de 2025     |
| Waterford  | Matt Lawlor INT (11–14)         | 6 de mayo de 2025       | Fin de interinidad | 8.º                  | John Coleman                    | 3 de mayo de 2025       |
| Cork City  | Tim Clancy (1–15)               | 9 de mayo de 2025       | Renuncia           | 9.º                  | Liam Kearney Greg Yelverton INT | 14 de mayo de 2025      |
| Cork City  | Liam Kearney Greg Yelverton INT | 15 de mayo de 2025      | Fin de interinidad | 9.º                  | Gerard Nash                     | 15 de mayo de 2025      |
| Shelbourne | Damien Duff (1–20)              | 22 de junio de 2025     | Renuncia           | 6.º                  | Joey O'Brien INT                | 22 de junio de 2025     |

## Localización
| Región    | N.º | Equipos                                                       |
| --------- | --- | ------------------------------------------------------------- |
| Dublín    | 4   | Bohemian, Shamrock Rovers, Shelbourne y St Patrick's Athletic |
| Cork      | 1   | Cork City                                                     |
| Derry     | 1   | Derry City                                                    |
| Galway    | 1   | Galway United                                                 |
| Louth     | 1   | Drogheda United                                               |
| Sligo     | 1   | Sligo Rovers                                                  |
| Waterford | 1   | Waterford                                                     |

## Clasificación
| Pos. | Equipo                | Pts. | PJ | G  | E  | P  | GF | GC | Dif. | Clasificación 2026-27                                |
| ---- | --------------------- | ---- | -- | -- | -- | -- | -- | -- | ---- | ---------------------------------------------------- |
| 1    | Shamrock Rovers       | 53   | 27 | 15 | 8  | 4  | 46 | 23 | +23  | Primera ronda clasificatoria de la Liga de Campeones |
| 2    | Bohemian              | 43   | 27 | 13 | 4  | 10 | 33 | 26 | +7   | Segunda ronda clasificatoria de la Liga Conferencia  |
| 3    | Derry City            | 42   | 27 | 12 | 6  | 9  | 36 | 29 | +7   | Primera ronda clasificatoria de la Liga Conferencia  |
| 4    | Drogheda United       | 42   | 27 | 10 | 12 | 5  | 30 | 25 | +5   |                                                      |
| 5    | Shelbourne            | 39   | 27 | 9  | 12 | 6  | 34 | 29 | +5   |                                                      |
| 6    | St Patrick's Athletic | 38   | 27 | 10 | 8  | 9  | 32 | 27 | +5   |                                                      |
| 7    | Waterford             | 34   | 27 | 10 | 4  | 13 | 32 | 46 | −14  |                                                      |
| 8    | Galway United         | 30   | 27 | 7  | 9  | 11 | 29 | 35 | −6   |                                                      |
| 9    | Sligo Rovers          | 26   | 27 | 7  | 5  | 15 | 33 | 46 | −13  | Play-offs de promoción de categoría                  |
| 10   | Cork City             | 19   | 27 | 3  | 10 | 14 | 27 | 46 | −19  | Descenso a la SSE Airtricity League                  |

Actualizado a los partidos jugados el 10 de agosto de 2025.
 Fuente: SSE Airtricity League
Criterios de clasificación: Puntos · Diferencia de goles · Goles a favor

### Evolución de la clasificación
| Equipo                | 01 | 02 | 03 | 04  | 05 | 06 | 07 | 08 | 09 | 10 | 11 | 12 | 13 | 14 | 15 | 16 | 17  | 18  | 19  | 20  | 21   | 22   | 23   | 24   | 25 | 26 | 27 | 28 | 29 | 30 | 31 | 32 | 33 | 34 | 35 | 36 |
| --------------------- | -- | -- | -- | --- | -- | -- | -- | -- | -- | -- | -- | -- | -- | -- | -- | -- | --- | --- | --- | --- | ---- | ---- | ---- | ---- | -- | -- | -- | -- | -- | -- | -- | -- | -- | -- | -- | -- |
| Shamrock Rovers       | 9  | 9* | 9* | 10* | 8* | 6* | 6* | 5* | 3  | 3  | 3  | 4  | 3  | 2  | 1  | 1  | 1   | 1   | 1   | 1   | 1    | 1    | 1    | 1    | 1  | 1  | 1  | 1  | 1  | 1  |    |    |    |    |    |    |
| Bohemian              | 3  | 5  | 7  | 7   | 6  | 9  | 9  | 7  | 7  | 7  | 7  | 6  | 7  | 5  | 4  | 3  | 3*  | 4*  | 3*  | 2*  | 2**  | 3**  | 2**  | 3**  | 2  | 2  | 2  |    |    |    |    |    |    |    |    |    |
| Derry City            | 10 | 6  | 8  | 9   | 10 | 7  | 7  | 6  | 6  | 6  | 6  | 7  | 5  | 3  | 2  | 2  | 2*  | 3*  | 6*  | 5*  | 6**  | 4**  | 4**  | 2**  | 3  | 3  | 3  |    |    |    |    |    |    |    |    |    |
| Drogheda United       | 6  | 2  | 3  | 2   | 1  | 1  | 3  | 1  | 1  | 1  | 1  | 1  | 2  | 1  | 3  | 5  | 4   | 2   | 2   | 3   | 3    | 2    | 3    | 4    | 4  | 4  | 4  |    |    |    |    |    |    |    |    |    |
| Shelbourne            | 1  | 1  | 1  | 3   | 3  | 4  | 4  | 4  | 5  | 4  | 4  | 5  | 6  | 7  | 6  | 6  | 6   | 6   | 5   | 6   | 5    | 6    | 5    | 5    | 5  | 5  | 5  |    |    |    |    |    |    |    |    |    |
| St Patrick's Athletic | 7  | 8  | 6  | 4   | 5  | 2  | 1  | 2  | 2  | 2  | 2  | 3  | 1  | 4  | 5  | 4  | 5   | 5   | 4   | 4   | 4    | 5    | 6    | 6    | 7  | 6  | 6  |    |    |    |    |    |    |    |    |    |
| Waterford             | 2  | 4  | 2  | 1   | 2  | 5  | 5  | 8  | 8  | 8  | 9  | 8  | 8  | 8  | 7  | 7  | 7*  | 8*  | 8*  | 8*  | 8**  | 8**  | 8**  | 8**  | 6  | 7  | 7  |    |    |    |    |    |    |    |    |    |
| Galway United         | 5  | 3  | 4  | 5   | 4  | 3  | 2  | 3  | 4  | 5  | 5  | 2  | 4  | 6  | 8  | 8  | 8*  | 7*  | 7*  | 7*  | 7**  | 7**  | 7**  | 7**  | 8  | 8  | 8  |    |    |    |    |    |    |    |    |    |
| Sligo Rovers          | 8  | 10 | 10 | 8   | 9  | 10 | 10 | 10 | 10 | 9  | 10 | 10 | 10 | 10 | 10 | 10 | 10* | 10* | 10* | 9*  | 9**  | 9**  | 9**  | 9**  | 9  | 9  | 9  | 9  |    |    |    |    |    |    |    |    |
| Cork City             | 4  | 7* | 5* | 6*  | 7* | 8* | 8* | 9* | 9  | 10 | 8  | 9  | 9  | 9  | 9  | 9  | 9*  | 9*  | 9*  | 10* | 10** | 10** | 10** | 10** | 10 | 10 | 10 | 10 | 10 |    |    |    |    |    |    |    |

(*) Indica la posición del equipo con un partido pendiente
(**) Indica la posición del equipo con dos partidos pendientes

## Resultados

### Primera vuelta
| Jornada 1             | Jornada 1 | Jornada 1       | Jornada 1       | Jornada 1     | Jornada 1 | Jornada 1    |
| Local                 | Resultado | Visitante       | Estadio         | Fecha         | Hora      | Espectadores |
| --------------------- | --------- | --------------- | --------------- | ------------- | --------- | ------------ |
| Cork City             | 2 – 2     | Galway United   | Turners Cross   | 14 de febrero | 19:45     | 5 031        |
| Shelbourne            | 3 – 1     | Derry City      | Tolka Park      | 14 de febrero | 19:45     | 4 780        |
| St Patrick's Athletic | 0 – 0     | Drogheda United | Richmond Park   | 14 de febrero | 19:45     | 5 034        |
| Sligo Rovers          | 2 – 3     | Waterford       | The Showgrounds | 15 de febrero | 19:45     | 3 612        |
| Bohemian              | 1 – 0     | Shamrock Rovers | Dalymount Park  | 16 de febrero | 14:00     | 33 208       |

| Jornada 2       | Jornada 2 | Jornada 2             | Jornada 2                       | Jornada 2     | Jornada 2 | Jornada 2    |
| Local           | Resultado | Visitante             | Estadio                         | Fecha         | Hora      | Espectadores |
| --------------- | --------- | --------------------- | ------------------------------- | ------------- | --------- | ------------ |
| Derry City      | 1 – 0     | Bohemian              | Ryan McBride Brandywell Stadium | 21 de febrero | 19:45     | 3 264        |
| Drogheda United | 3 – 0     | Sligo Rovers          | Sullivan and Lambe Park         | 21 de febrero | 19:45     | 2 212        |
| Galway United   | 2 – 1     | St Patrick's Athletic | Eamonn Deacy Park               | 21 de febrero | 19:45     | 4 231        |
| Waterford       | 0 – 1     | Shelbourne            | RSC                             | 21 de febrero | 19:45     | 3 488        |
| Shamrock Rovers | 4 – 1     | Cork City             | Tallaght Stadium                | 14 de abril   | 19:00     | 4 101        |

| Jornada 3             | Jornada 3 | Jornada 3       | Jornada 3                       | Jornada 3     | Jornada 3 | Jornada 3    |
| Local                 | Resultado | Visitante       | Estadio                         | Fecha         | Hora      | Espectadores |
| --------------------- | --------- | --------------- | ------------------------------- | ------------- | --------- | ------------ |
| Cork City             | 2 – 1     | Bohemian        | Turners Cross                   | 28 de febrero | 19:45     | 5 034        |
| Derry City            | 1 – 2     | Waterford       | Ryan McBride Brandywell Stadium | 28 de febrero | 19:45     | 2 994        |
| Drogheda United       | 1 – 1     | Galway United   | Sullivan and Lambe Park         | 28 de febrero | 19:45     | 2 161        |
| Shelbourne            | 1 – 1     | Shamrock Rovers | Tolka Park                      | 28 de febrero | 19:45     | 5 214        |
| St Patrick's Athletic | 4 – 3     | Sligo Rovers    | Richmond Park                   | 28 de febrero | 19:45     | 4 829        |

| Jornada 4             | Jornada 4 | Jornada 4       | Jornada 4         | Jornada 4  | Jornada 4 | Jornada 4    |
| Local                 | Resultado | Visitante       | Estadio           | Fecha      | Hora      | Espectadores |
| --------------------- | --------- | --------------- | ----------------- | ---------- | --------- | ------------ |
| Bohemian              | 0 – 1     | Drogheda United | Dalymount Park    | 3 de marzo | 19:45     | 4 393        |
| Galway United         | 1 – 1     | Shelbourne      | Eamonn Deacy Park | 3 de marzo | 19:45     | 3 449        |
| Sligo Rovers          | 2 – 1     | Shamrock Rovers | The Showgrounds   | 3 de marzo | 19:45     | 4 023        |
| St Patrick's Athletic | 2 – 0     | Derry City      | Richmond Park     | 3 de marzo | 19:45     | 4 476        |
| Waterford             | 2 – 1     | Cork City       | RSC               | 3 de marzo | 19:45     | 3 017        |

| Jornada 5       | Jornada 5 | Jornada 5             | Jornada 5                       | Jornada 5  | Jornada 5 | Jornada 5    |
| Local           | Resultado | Visitante             | Estadio                         | Fecha      | Hora      | Espectadores |
| --------------- | --------- | --------------------- | ------------------------------- | ---------- | --------- | ------------ |
| Cork City       | 1 – 1     | Sligo Rovers          | Turners Cross                   | 7 de marzo | 19:45     | 3 543        |
| Derry City      | 1 – 1     | Galway United         | Ryan McBride Brandywell Stadium | 7 de marzo | 19:45     | 2 990        |
| Shamrock Rovers | 1 – 0     | St Patrick's Athletic | Tallaght Stadium                | 7 de marzo | 19:45     | 8 093        |
| Shelbourne      | 0 – 1     | Drogheda United       | Tolka Park                      | 7 de marzo | 19:45     | 4 742        |
| Waterford       | 0 – 3     | Bohemian              | RSC                             | 7 de marzo | 19:45     | 3 218        |

| Jornada 6             | Jornada 6 | Jornada 6       | Jornada 6               | Jornada 6   | Jornada 6 | Jornada 6    |
| Local                 | Resultado | Visitante       | Estadio                 | Fecha       | Hora      | Espectadores |
| --------------------- | --------- | --------------- | ----------------------- | ----------- | --------- | ------------ |
| Drogheda United       | 1 – 2     | Shamrock Rovers | Sullivan and Lambe Park | 14 de marzo | 19:45     | 2 475        |
| Galway United         | 1 – 0     | Waterford       | Eamonn Deacy Park       | 14 de marzo | 19:45     | 2 828        |
| Shelbourne            | 1 – 1     | Cork City       | Tolka Park              | 14 de marzo | 19:45     | 4 241        |
| St Patrick's Athletic | 3 – 0     | Bohemian        | Richmond Park           | 14 de marzo | 19:45     | 5 338        |
| Sligo Rovers          | 0 – 1     | Derry City      | The Showgrounds         | 15 de marzo | 19:45     | 3 712        |

| Jornada 7       | Jornada 7 | Jornada 7             | Jornada 7        | Jornada 7   | Jornada 7 | Jornada 7    |
| Local           | Resultado | Visitante             | Estadio          | Fecha       | Hora      | Espectadores |
| --------------- | --------- | --------------------- | ---------------- | ----------- | --------- | ------------ |
| Bohemian        | 0 – 2     | Galway United         | Dalymount Park   | 28 de marzo | 19:45     | 4 328        |
| Cork City       | 1 – 1     | Drogheda United       | Turners Cross    | 28 de marzo | 19:45     | 4 244        |
| Sligo Rovers    | 1 – 2     | Shelbourne            | The Showgrounds  | 28 de marzo | 19:45     | 2 857        |
| Waterford       | 1 – 2     | St Patrick's Athletic | RSC              | 28 de marzo | 19:45     | 3 011        |
| Shamrock Rovers | 0 – 0     | Derry City            | Tallaght Stadium | 28 de marzo | 20:00     | 6 073        |

| Jornada 8             | Jornada 8 | Jornada 8       | Jornada 8                       | Jornada 8  | Jornada 8 | Jornada 8    |
| Local                 | Resultado | Visitante       | Estadio                         | Fecha      | Hora      | Espectadores |
| --------------------- | --------- | --------------- | ------------------------------- | ---------- | --------- | ------------ |
| Bohemian              | 4 – 2     | Sligo Rovers    | Dalymount Park                  | 4 de abril | 19:45     | 4 289        |
| Derry City            | 2 – 1     | Cork City       | Ryan McBride Brandywell Stadium | 4 de abril | 19:45     | 3 698        |
| Drogheda United       | 2 – 0     | Waterford       | Sullivan and Lambe Park         | 4 de abril | 19:45     | 2 132        |
| Galway United         | 0 – 1     | Shamrock Rovers | Eamonn Deacy Park               | 4 de abril | 19:45     | 4 323        |
| St Patrick's Athletic | 0 – 0     | Shelbourne      | Richmond Park                   | 4 de abril | 19:45     | 5 374        |

| Jornada 9       | Jornada 9 | Jornada 9             | Jornada 9                       | Jornada 9   | Jornada 9 | Jornada 9    |
| Local           | Resultado | Visitante             | Estadio                         | Fecha       | Hora      | Espectadores |
| --------------- | --------- | --------------------- | ------------------------------- | ----------- | --------- | ------------ |
| Cork City       | 0 – 2     | St Patrick's Athletic | Turners Cross                   | 11 de abril | 19:45     | 3 815        |
| Derry City      | 1 – 3     | Drogheda United       | Ryan McBride Brandywell Stadium | 11 de abril | 19:45     | 3 752        |
| Shelbourne      | 1 – 0     | Bohemian              | Tolka Park                      | 11 de abril | 19:45     | 5 513        |
| Shamrock Rovers | 2 – 0     | Waterford             | Tallaght Stadium                | 11 de abril | 20:00     | 4 846        |
| Sligo Rovers    | 1 – 2     | Galway United         | The Showgrounds                 | 12 de abril | 19:45     | 2 786        |

### Segunda vuelta
| Jornada 10            | Jornada 10 | Jornada 10      | Jornada 10              | Jornada 10  | Jornada 10 | Jornada 10   |
| Local                 | Resultado  | Visitante       | Estadio                 | Fecha       | Hora       | Espectadores |
| --------------------- | ---------- | --------------- | ----------------------- | ----------- | ---------- | ------------ |
| Bohemian              | 1 – 0      | Cork City       | Dalymount Park          | 18 de abril | 19:45      | 4 101        |
| Drogheda United       | 2 – 2      | Shelbourne      | Sullivan and Lambe Park | 18 de abril | 19:45      | 2 531        |
| Galway United         | 2 – 3      | Derry City      | Eamonn Deacy Park       | 18 de abril | 19:45      | 2 216        |
| St Patrick's Athletic | 2 – 2      | Shamrock Rovers | Richmond Park           | 18 de abril | 19:45      | 4 723        |
| Waterford             | 0 – 4      | Sligo Rovers    | RSC                     | 18 de abril | 19:45      | 1 947        |

| Jornada 11      | Jornada 11 | Jornada 11            | Jornada 11                      | Jornada 11  | Jornada 11 | Jornada 11   |
| Local           | Resultado  | Visitante             | Estadio                         | Fecha       | Hora       | Espectadores |
| --------------- | ---------- | --------------------- | ------------------------------- | ----------- | ---------- | ------------ |
| Shamrock Rovers | 2 – 3      | Bohemian              | Tallaght Stadium                | 21 de abril | 14:00      | 8 471        |
| Cork City       | 2 – 1      | Waterford             | Turners Cross                   | 21 de abril | 17:00      | 3 365        |
| Drogheda United | 0 – 0      | St Patrick's Athletic | Sullivan and Lambe Park         | 21 de abril | 17:00      | 2 546        |
| Shelbourne      | 2 – 2      | Galway United         | Tolka Park                      | 21 de abril | 17:00      | 4 236        |
| Derry City      | 3 – 0      | Sligo Rovers          | Ryan McBride Brandywell Stadium | 22 de abril | 19:45      | 3 382        |

| Jornada 12      | Jornada 12 | Jornada 12            | Jornada 12        | Jornada 12  | Jornada 12 | Jornada 12   |
| Local           | Resultado  | Visitante             | Estadio           | Fecha       | Hora       | Espectadores |
| --------------- | ---------- | --------------------- | ----------------- | ----------- | ---------- | ------------ |
| Bohemian        | 2 – 1      | St Patrick's Athletic | Dalymount Park    | 25 de abril | 19:45      | 4 388        |
| Galway United   | 2 – 1      | Drogheda United       | Eamonn Deacy Park | 25 de abril | 19:45      | 3 537        |
| Shamrock Rovers | 2 – 2      | Shelbourne            | Tallaght Stadium  | 25 de abril | 19:45      | 7 317        |
| Waterford       | 2 – 1      | Derry City            | RSC               | 25 de abril | 19:45      | 1 859        |
| Sligo Rovers    | 1 – 1      | Cork City             | The Showgrounds   | 26 de abril | 19:45      | 2 187        |

| Jornada 13            | Jornada 13 | Jornada 13      | Jornada 13                      | Jornada 13 | Jornada 13 | Jornada 13   |
| Local                 | Resultado  | Visitante       | Estadio                         | Fecha      | Hora       | Espectadores |
| --------------------- | ---------- | --------------- | ------------------------------- | ---------- | ---------- | ------------ |
| Bohemian              | 1 – 2      | Waterford       | Dalymount Park                  | 2 de mayo  | 19:45      | 4 222        |
| Cork City             | 1 – 1      | Shamrock Rovers | Turners Cross                   | 2 de mayo  | 19:45      | 3 619        |
| Derry City            | 2 – 0      | Shelbourne      | Ryan McBride Brandywell Stadium | 2 de mayo  | 19:45      | 3 356        |
| Sligo Rovers          | 2 – 2      | Drogheda United | The Showgrounds                 | 2 de mayo  | 19:45      | 2 087        |
| St Patrick's Athletic | 2 – 0      | Galway United   | Richmond Park                   | 2 de mayo  | 19:45      | 4 709        |

| Jornada 14      | Jornada 14 | Jornada 14            | Jornada 14                      | Jornada 14 | Jornada 14 | Jornada 14   |
| Local           | Resultado  | Visitante             | Estadio                         | Fecha      | Hora       | Espectadores |
| --------------- | ---------- | --------------------- | ------------------------------- | ---------- | ---------- | ------------ |
| Drogheda United | 3 – 2      | Cork City             | Sullivan and Lambe Park         | 5 de mayo  | 17:00      | T.B.D        |
| Galway United   | 1 – 2      | Bohemian              | Eamonn Deacy Park               | 5 de mayo  | 17:00      | T.B.D        |
| Shelbourne      | 0 – 1      | Waterford             | Tolka Park                      | 5 de mayo  | 17:00      | T.B.D        |
| Shamrock Rovers | 2 – 0      | Sligo Rovers          | Tallaght Stadium                | 5 de mayo  | 19:00      | T.B.D        |
| Derry City      | 1 – 0      | St Patrick's Athletic | Ryan McBride Brandywell Stadium | 5 de mayo  | 19:45      | T.B.D        |

| Jornada 15      | Jornada 15 | Jornada 15            | Jornada 15       | Jornada 15 | Jornada 15 | Jornada 15   |
| Local           | Resultado  | Visitante             | Estadio          | Fecha      | Hora       | Espectadores |
| --------------- | ---------- | --------------------- | ---------------- | ---------- | ---------- | ------------ |
| Cork City       | 1 – 2      | Derry City            | Turners Cross    | 9 de mayo  | 19:45      | T.B.D        |
| Shamrock Rovers | 3 – 0      | Drogheda United       | Tallaght Stadium | 9 de mayo  | 19:45      | T.B.D        |
| Shelbourne      | 2 – 1      | St Patrick's Athletic | Tolka Park       | 9 de mayo  | 19:45      | T.B.D        |
| Waterford       | 1 – 0      | Galway United         | RSC              | 9 de mayo  | 19:45      | T.B.D        |
| Sligo Rovers    | 0 – 1      | Bohemian              | The Showgrounds  | 10 de mayo | 19:45      | T.B.D        |

| Jornada 16            | Jornada 16 | Jornada 16      | Jornada 16              | Jornada 16 | Jornada 16 | Jornada 16   |
| Local                 | Resultado  | Visitante       | Estadio                 | Fecha      | Hora       | Espectadores |
| --------------------- | ---------- | --------------- | ----------------------- | ---------- | ---------- | ------------ |
| Bohemian              | 1 – 0      | Shelbourne      | Dalymount Park          | 16 de mayo | 19:45      | T.B.D        |
| Drogheda United       | 1 – 1      | Derry City      | Sullivan and Lambe Park | 16 de mayo | 19:45      | T.B.D        |
| Galway United         | 0 – 1      | Sligo Rovers    | Eamonn Deacy Park       | 16 de mayo | 19:45      | T.B.D        |
| St Patrick's Athletic | 3 – 2      | Cork City       | Richmond Park           | 16 de mayo | 19:45      | T.B.D        |
| Waterford             | 1 – 3      | Shamrock Rovers | RSC                     | 16 de mayo | 19:45      | T.B.D        |

| Jornada 17            | Jornada 17 | Jornada 17      | Jornada 17                      | Jornada 17 | Jornada 17 | Jornada 17   |
| Local                 | Resultado  | Visitante       | Estadio                         | Fecha      | Hora       | Espectadores |
| --------------------- | ---------- | --------------- | ------------------------------- | ---------- | ---------- | ------------ |
| Derry City            | 1 – 2      | Shamrock Rovers | Ryan McBride Brandywell Stadium | 23 de mayo | 19:45      | T.B.D        |
| Drogheda United       | 1 – 0      | Bohemian        | Sullivan and Lambe Park         | 23 de mayo | 19:45      | T.B.D        |
| Galway United         | 2 – 1      | Cork City       | Eamonn Deacy Park               | 23 de mayo | 19:45      | T.B.D        |
| Shelbourne            | 3 – 2      | Sligo Rovers    | Tolka Park                      | 23 de mayo | 19:45      | T.B.D        |
| St Patrick's Athletic | 2 – 2      | Waterford       | Richmond Park                   | 23 de mayo | 19:45      | T.B.D        |

| Jornada 18      | Jornada 18 | Jornada 18            | Jornada 18       | Jornada 18 | Jornada 18 | Jornada 18   |
| Local           | Resultado  | Visitante             | Estadio          | Fecha      | Hora       | Espectadores |
| --------------- | ---------- | --------------------- | ---------------- | ---------- | ---------- | ------------ |
| Bohemian        | 1 – 0      | Derry City            | Dalymount Park   | 30 de mayo | 19:45      | T.B.D        |
| Cork City       | 1 – 1      | Shelbourne            | Turners Cross    | 30 de mayo | 19:45      | T.B.D        |
| Sligo Rovers    | 0 – 1      | St Patrick's Athletic | The Showgrounds  | 30 de mayo | 19:45      | T.B.D        |
| Waterford       | 2 – 2      | Drogheda United       | RSC              | 30 de mayo | 19:45      | T.B.D        |
| Shamrock Rovers | 0 – 0      | Galway United         | Tallaght Stadium | 30 de mayo | 20:00      | T.B.D        |

### Tercera vuelta
| Jornada 19            | Jornada 19 | Jornada 19      | Jornada 19                      | Jornada 19  | Jornada 19 | Jornada 19   |
| Local                 | Resultado  | Visitante       | Estadio                         | Fecha       | Hora       | Espectadores |
| --------------------- | ---------- | --------------- | ------------------------------- | ----------- | ---------- | ------------ |
| Cork City             | 0 – 2      | Bohemian        | Turners Cross                   | 13 de junio | 19:45      | T.B.D        |
| Derry City            | 1 – 1      | Galway United   | Ryan McBride Brandywell Stadium | 13 de junio | 19:45      | T.B.D        |
| Shelbourne            | 1 – 2      | Shamrock Rovers | Tolka Park                      | 13 de junio | 19:45      | T.B.D        |
| St Patrick's Athletic | 0 – 0      | Drogheda United | Richmond Park                   | 13 de junio | 19:45      | T.B.D        |
| Sligo Rovers          | 1 – 0      | Waterford       | The Showgrounds                 | 14 de junio | 19:45      | T.B.D        |

| Jornada 20      | Jornada 20 | Jornada 20            | Jornada 20              | Jornada 20  | Jornada 20 | Jornada 20   |
| Local           | Resultado  | Visitante             | Estadio                 | Fecha       | Hora       | Espectadores |
| --------------- | ---------- | --------------------- | ----------------------- | ----------- | ---------- | ------------ |
| Drogheda United | 1 – 0      | Sligo Rovers          | Sullivan and Lambe Park | 20 de junio | 19:45      | T.B.D        |
| Galway United   | 3 – 1      | St Patrick's Athletic | Eamonn Deacy Park       | 20 de junio | 19:45      | T.B.D        |
| Shamrock Rovers | 4 – 1      | Cork City             | Tallaght Stadium        | 20 de junio | 19:45      | T.B.D        |
| Shelbourne      | 0 – 1      | Derry City            | Tolka Park              | 20 de junio | 19:45      | T.B.D        |
| Waterford       | 2 – 1      | Bohemian              | RSC                     | 20 de junio | 19:45      | T.B.D        |

| Jornada 21            | Jornada 21 | Jornada 21      | Jornada 21      | Jornada 21  | Jornada 21 | Jornada 21   |
| Local                 | Resultado  | Visitante       | Estadio         | Fecha       | Hora       | Espectadores |
| --------------------- | ---------- | --------------- | --------------- | ----------- | ---------- | ------------ |
| Bohemian              | 2 – 0      | Shamrock Rovers | Dalymount Park  | 23 de junio | 19:45      | T.B.D        |
| Cork City             | 1 – 1      | Drogheda United | Turners Cross   | 23 de junio | 19:45      | T.B.D        |
| Sligo Rovers          | 2 – 1      | Galway United   | The Showgrounds | 23 de junio | 19:45      | T.B.D        |
| St Patrick's Athletic | 0 – 1      | Derry City      | Richmond Park   | 23 de junio | 19:45      | T.B.D        |
| Waterford             | 2 – 2      | Shelbourne      | RSC             | 23 de junio | 19:45      | T.B.D        |

| Jornada 22      | Jornada 22 | Jornada 22            | Jornada 22                      | Jornada 22  | Jornada 22 | Jornada 22   |
| Local           | Resultado  | Visitante             | Estadio                         | Fecha       | Hora       | Espectadores |
| --------------- | ---------- | --------------------- | ------------------------------- | ----------- | ---------- | ------------ |
| Bohemian        | 1 – 1      | Sligo Rovers          | Dalymount Park                  | 27 de junio | 19:45      | T.B.D        |
| Cork City       | 0 – 0      | St Patrick's Athletic | Turners Cross                   | 27 de junio | 19:45      | T.B.D        |
| Derry City      | 3 – 0      | Drogheda United       | Ryan McBride Brandywell Stadium | 27 de junio | 19:45      | T.B.D        |
| Galway United   | 1 – 1      | Shelbourne            | Eamonn Deacy Park               | 27 de junio | 19:45      | T.B.D        |
| Shamrock Rovers | 1 – 0      | Waterford             | Tallaght Stadium                | 27 de junio | 20:00      | T.B.D        |

| Jornada 23            | Jornada 23 | Jornada 23      | Jornada 23                      | Jornada 23 | Jornada 23 | Jornada 23   |
| Local                 | Resultado  | Visitante       | Estadio                         | Fecha      | Hora       | Espectadores |
| --------------------- | ---------- | --------------- | ------------------------------- | ---------- | ---------- | ------------ |
| Derry City            | 7 – 2      | Waterford       | Ryan McBride Brandywell Stadium | 4 de julio | 19:45      | T.B.D        |
| Drogheda United       | 1 – 0      | Galway United   | Sullivan and Lambe Park         | 4 de julio | 19:45      | T.B.D        |
| Shelbourne            | 3 – 1      | Cork City       | Tolka Park                      | 4 de julio | 19:45      | T.B.D        |
| St Patrick's Athletic | 0 – 0      | Bohemian        | Richmond Park                   | 4 de julio | 19:45      | T.B.D        |
| Sligo Rovers          | 2 – 2      | Shamrock Rovers | The Showgrounds                 | 5 de julio | 19:45      | T.B.D        |

| Jornada 24      | Jornada 24 | Jornada 24            | Jornada 24       | Jornada 24  | Jornada 24 | Jornada 24   |
| Local           | Resultado  | Visitante             | Estadio          | Fecha       | Hora       | Espectadores |
| --------------- | ---------- | --------------------- | ---------------- | ----------- | ---------- | ------------ |
| Shelbourne      | 0 – 0      | Drogheda United       | Tolka Park       | 19 de mayo  | 19:45      | T.B.D        |
| Shamrock Rovers | 4 – 0      | St Patrick's Athletic | Tallaght Stadium | 19 de mayo  | 20:00      | T.B.D        |
| Bohemian        | 3 – 0      | Galway United         | Dalymount Park   | 11 de julio | 19:45      | T.B.D        |
| Waterford       | 2 – 0      | Cork City             | RSC              | 11 de julio | 19:45      | T.B.D        |
| Sligo Rovers    | 2 – 0      | Derry City            | The Showgrounds  | 12 de julio | 19:45      | T.B.D        |

| Jornada 25            | Jornada 25 | Jornada 25      | Jornada 25                      | Jornada 25  | Jornada 25 | Jornada 25   |
| Local                 | Resultado  | Visitante       | Estadio                         | Fecha       | Hora       | Espectadores |
| --------------------- | ---------- | --------------- | ------------------------------- | ----------- | ---------- | ------------ |
| Drogheda United       | 1 – 2      | Shamrock Rovers | Sullivan and Lambe Park         | 16 de junio | 19:45      | T.B.D        |
| St Patrick's Athletic | 0 – 1      | Shelbourne      | Richmond Park                   | 16 de junio | 19:45      | T.B.D        |
| Cork City             | 2 – 3      | Sligo Rovers    | Turners Cross                   | 25 de julio | 19:45      | T.B.D        |
| Derry City            | 1 – 1      | Bohemian        | Ryan McBride Brandywell Stadium | 25 de julio | 19:45      | T.B.D        |
| Galway United         | 2 – 4      | Waterford       | Eamonn Deacy Park               | 25 de julio | 19:45      | T.B.D        |

| Jornada 26      | Jornada 26 | Jornada 26            | Jornada 26       | Jornada 26  | Jornada 26 | Jornada 26   |
| Local           | Resultado  | Visitante             | Estadio          | Fecha       | Hora       | Espectadores |
| --------------- | ---------- | --------------------- | ---------------- | ----------- | ---------- | ------------ |
| Bohemian        | 0 – 1      | Drogheda United       | Dalymount Park   | 1 de agosto | 19:45      | T.B.D        |
| Cork City       | 1 – 0      | Galway United         | Turners Cross    | 1 de agosto | 19:45      | T.B.D        |
| Sligo Rovers    | 0 – 2      | Shelbourne            | The Showgrounds  | 2 de agosto | 19:45      | T.B.D        |
| Waterford       | 0 – 2      | St Patrick's Athletic | RSC              | 3 de agosto | 16:00      | T.B.D        |
| Shamrock Rovers | 2 – 0      | Derry City            | Tallaght Stadium | 3 de agosto | 19:00      | T.B.D        |

| Jornada 27            | Jornada 27 | Jornada 27      | Jornada 27                      | Jornada 27   | Jornada 27 | Jornada 27   |
| Local                 | Resultado  | Visitante       | Estadio                         | Fecha        | Hora       | Espectadores |
| --------------------- | ---------- | --------------- | ------------------------------- | ------------ | ---------- | ------------ |
| Derry City            | 0 – 0      | Cork City       | Ryan McBride Brandywell Stadium | 8 de agosto  | 19:45      | T.B.D        |
| Drogheda United       | 0 – 0      | Waterford       | Sullivan and Lambe Park         | 8 de agosto  | 19:45      | T.B.D        |
| Shelbourne            | 2 – 2      | Bohemian        | Tolka Park                      | 9 de agosto  | 17:00      | T.B.D        |
| Galway United         | 0 – 0      | Shamrock Rovers | Eamonn Deacy Park               | 10 de agosto | 17:00      | T.B.D        |
| St Patrick's Athletic | 3 – 0      | Sligo Rovers    | Richmond Park                   | 10 de agosto | 18:00      | T.B.D        |

### Cuarta vuelta
| Jornada 28      | Jornada 28 | Jornada 28            | Jornada 28              | Jornada 28   | Jornada 28 | Jornada 28   |
| Local           | Resultado  | Visitante             | Estadio                 | Fecha        | Hora       | Espectadores |
| --------------- | ---------- | --------------------- | ----------------------- | ------------ | ---------- | ------------ |
| Bohemian        | v.s.       | Cork City             | Dalymount Park          | 22 de agosto | 19:45      | T.B.D        |
| Drogheda United | v.s.       | St Patrick's Athletic | Sullivan and Lambe Park | 22 de agosto | 19:45      | T.B.D        |
| Galway United   | v.s.       | Derry City            | Eamonn Deacy Park       | 22 de agosto | 19:45      | T.B.D        |
| Waterford       | v.s.       | Sligo Rovers          | RSC                     | 22 de agosto | 19:45      | T.B.D        |
| Shamrock Rovers | v.s.       | Shelbourne            | Tallaght Stadium        | 22 de agosto | 20:00      | T.B.D        |

| Jornada 29      | Jornada 29 | Jornada 29            | Jornada 29                      | Jornada 29   | Jornada 29 | Jornada 29   |
| Local           | Resultado  | Visitante             | Estadio                         | Fecha        | Hora       | Espectadores |
| --------------- | ---------- | --------------------- | ------------------------------- | ------------ | ---------- | ------------ |
| Cork City       | v.s.       | Waterford             | Turners Cross                   | 29 de agosto | 19:45      | T.B.D        |
| Derry City      | v.s.       | St Patrick's Athletic | Ryan McBride Brandywell Stadium | 29 de agosto | 19:45      | T.B.D        |
| Shelbourne      | v.s.       | Galway United         | Tolka Park                      | 29 de agosto | 19:45      | T.B.D        |
| Shamrock Rovers | v.s.       | Drogheda United       | Tallaght Stadium                | 29 de agosto | 20:00      | T.B.D        |
| Sligo Rovers    | v.s.       | Bohemian              | The Showgrounds                 | 30 de agosto | 19:45      | T.B.D        |

| Jornada 30            | Jornada 30 | Jornada 30      | Jornada 30              | Jornada 30       | Jornada 30 | Jornada 30   |
| Local                 | Resultado  | Visitante       | Estadio                 | Fecha            | Hora       | Espectadores |
| --------------------- | ---------- | --------------- | ----------------------- | ---------------- | ---------- | ------------ |
| Bohemian              | v.s.       | Derry City      | Dalymount Park          | 12 de septiembre | 19:45      | T.B.D        |
| Drogheda United       | v.s.       | Shelbourne      | Sullivan and Lambe Park | 12 de septiembre | 19:45      | T.B.D        |
| Galway United         | v.s.       | Sligo Rovers    | Eamonn Deacy Park       | 12 de septiembre | 19:45      | T.B.D        |
| St Patrick's Athletic | v.s.       | Cork City       | Richmond Park           | 12 de septiembre | 19:45      | T.B.D        |
| Waterford             | v.s.       | Shamrock Rovers | RSC                     | 12 de septiembre | 19:45      | T.B.D        |

| Jornada 31            | Jornada 31 | Jornada 31      | Jornada 31                      | Jornada 31       | Jornada 31 | Jornada 31   |
| Local                 | Resultado  | Visitante       | Estadio                         | Fecha            | Hora       | Espectadores |
| --------------------- | ---------- | --------------- | ------------------------------- | ---------------- | ---------- | ------------ |
| Bohemian              | v.s.       | Waterford       | Dalymount Park                  | 19 de septiembre | 19:45      | T.B.D        |
| Cork City             | v.s.       | Shamrock Rovers | Turners Cross                   | 19 de septiembre | 19:45      | T.B.D        |
| Derry City            | v.s.       | Shelbourne      | Ryan McBride Brandywell Stadium | 19 de septiembre | 19:45      | T.B.D        |
| St Patrick's Athletic | v.s.       | Galway United   | Richmond Park                   | 19 de septiembre | 19:45      | T.B.D        |
| Sligo Rovers          | v.s.       | Drogheda United | The Showgrounds                 | 20 de septiembre | 19:45      | T.B.D        |

| Jornada 32      | Jornada 32 | Jornada 32            | Jornada 32              | Jornada 32       | Jornada 32 | Jornada 32   |
| Local           | Resultado  | Visitante             | Estadio                 | Fecha            | Hora       | Espectadores |
| --------------- | ---------- | --------------------- | ----------------------- | ---------------- | ---------- | ------------ |
| Drogheda United | v.s.       | Derry City            | Sullivan and Lambe Park | 26 de septiembre | 19:45      | T.B.D        |
| Galway United   | v.s.       | Cork City             | Eamonn Deacy Park       | 26 de septiembre | 19:45      | T.B.D        |
| Shelbourne      | v.s.       | Waterford             | Tolka Park              | 26 de septiembre | 19:45      | T.B.D        |
| Shamrock Rovers | v.s.       | Bohemian              | Tallaght Stadium        | 26 de septiembre | 20:00      | T.B.D        |
| Sligo Rovers    | v.s.       | St Patrick's Athletic | The Showgrounds         | 27 de septiembre | 19:45      | T.B.D        |

| Jornada 33      | Jornada 33 | Jornada 33            | Jornada 33                      | Jornada 33   | Jornada 33 | Jornada 33   |
| Local           | Resultado  | Visitante             | Estadio                         | Fecha        | Hora       | Espectadores |
| --------------- | ---------- | --------------------- | ------------------------------- | ------------ | ---------- | ------------ |
| Bohemian        | v.s.       | St Patrick's Athletic | Dalymount Park                  | 3 de octubre | 19:45      | T.B.D        |
| Cork City       | v.s.       | Shelbourne            | Turners Cross                   | 3 de octubre | 19:45      | T.B.D        |
| Derry City      | v.s.       | Sligo Rovers          | Ryan McBride Brandywell Stadium | 3 de octubre | 19:45      | T.B.D        |
| Waterford       | v.s.       | Drogheda United       | RSC                             | 3 de octubre | 19:45      | T.B.D        |
| Shamrock Rovers | v.s.       | Galway United         | Tallaght Stadium                | 3 de octubre | 20:00      | T.B.D        |

| Jornada 34            | Jornada 34 | Jornada 34      | Jornada 34              | Jornada 34    | Jornada 34 | Jornada 34   |
| Local                 | Resultado  | Visitante       | Estadio                 | Fecha         | Hora       | Espectadores |
| --------------------- | ---------- | --------------- | ----------------------- | ------------- | ---------- | ------------ |
| Drogheda United       | v.s.       | Cork City       | Sullivan and Lambe Park | 17 de octubre | 19:45      | T.B.D        |
| Galway United         | v.s.       | Bohemian        | Eamonn Deacy Park       | 17 de octubre | 19:45      | T.B.D        |
| Shelbourne            | v.s.       | Sligo Rovers    | Tolka Park              | 17 de octubre | 19:45      | T.B.D        |
| St Patrick's Athletic | v.s.       | Shamrock Rovers | Richmond Park           | 17 de octubre | 19:45      | T.B.D        |
| Waterford             | v.s.       | Derry City      | RSC                     | 17 de octubre | 19:45      | T.B.D        |

| Jornada 35            | Jornada 35 | Jornada 35      | Jornada 35                      | Jornada 35    | Jornada 35 | Jornada 35   |
| Local                 | Resultado  | Visitante       | Estadio                         | Fecha         | Hora       | Espectadores |
| --------------------- | ---------- | --------------- | ------------------------------- | ------------- | ---------- | ------------ |
| Bohemian              | v.s.       | Shelbourne      | Dalymount Park                  | 24 de octubre | 19:45      | T.B.D        |
| Derry City            | v.s.       | Shamrock Rovers | Ryan McBride Brandywell Stadium | 24 de octubre | 19:45      | T.B.D        |
| Galway United         | v.s.       | Drogheda United | Eamonn Deacy Park               | 24 de octubre | 19:45      | T.B.D        |
| St Patrick's Athletic | v.s.       | Waterford       | Richmond Park                   | 24 de octubre | 19:45      | T.B.D        |
| Sligo Rovers          | v.s.       | Cork City       | The Showgrounds                 | 25 de octubre | 19:45      | T.B.D        |

| Jornada 36      | Jornada 36 | Jornada 36            | Jornada 36              | Jornada 36     | Jornada 36 | Jornada 36   |
| Local           | Resultado  | Visitante             | Estadio                 | Fecha          | Hora       | Espectadores |
| --------------- | ---------- | --------------------- | ----------------------- | -------------- | ---------- | ------------ |
| Cork City       | v.s.       | Derry City            | Turners Cross           | 1 de noviembre | 19:45      | T.B.D        |
| Drogheda United | v.s.       | Bohemian              | Sullivan and Lambe Park | 1 de noviembre | 19:45      | T.B.D        |
| Shamrock Rovers | v.s.       | Sligo Rovers          | Tallaght Stadium        | 1 de noviembre | 19:45      | T.B.D        |
| Shelbourne      | v.s.       | St Patrick's Athletic | Tolka Park              | 1 de noviembre | 19:45      | T.B.D        |
| Waterford       | v.s.       | Galway United         | RSC                     | 1 de noviembre | 19:45      | T.B.D        |

## Estadísticas

### Récords
- Primer gol de la temporada: Anotado por Seán Boyd, en el Shelbourne 3 – 1 Derry City (14 de febrero de 2025)
- Mayor número de goles marcados en un partido: 7 goles, St Patrick's Athletic 4 – 3 Sligo Rovers (28 de febrero de 2025)
- Partido con más espectadores: 33 208, en el Bohemian 1 – 0 Shamrock Rovers (16 de febrero de 2025)
- Partido con menos espectadores: 2 132, en el Drogheda United 2 – 0 Waterford (4 de abril de 2025)